# Соболєва Анастасія Костянтинівна
Соболєва Анастасія Костянтинівна — українська тенісистка.

## Біографія
У серпні 2020 року Анастасія Соболєва виграла чемпіонат України з тенісу в одиночному розряді.
На турнірах серії ITF дебютувала 2019 року в Бучі. Навесні 2021 року виграла дебютний титул на турнірі ITF W15 в Туреччині, перемігши у фіналі італійку Нурію Бранкаччі — 6:0, 7:6. На наступних змаганнях такого ж рангу поступилася у фіналі, а вже у червні виграла другий титул, перемігши у фіналі турніру в Шимкенті росіянку Валерію Оляновську — 6:4, 7:6. У листопаді Анастасія, в парі з росіянкою Діаною Шнайдер, перемогла в парному розряді турніру ITF в Анталії.